# Cantonul Vigneulles-lès-Hattonchâtel
Cantonul Vigneulles-lès-Hattonchâtel este un canton din arondismentul Commercy, departamentul Meuse, regiunea Lorena, Franța.

## Comune
- Beney-en-Woëvre
- Buxières-sous-les-Côtes
- Chaillon
- Dompierre-aux-Bois
- Heudicourt-sous-les-Côtes
- Jonville-en-Woëvre
- Lachaussée
- Lamorville
- Nonsard-Lamarche
- Saint-Maurice-sous-les-Côtes
- Seuzey
- Valbois
- Vaux-lès-Palameix
- Vigneulles-lès-Hattonchâtel (reședință)